# Холландейл (город, Миннесота)
Холландейл (англ. Hollandale) — город в округе Фриборн, штат Миннесота, США. На площади 1,1 км² (1,1 км² — суша, водоёмов нет), согласно переписи 2002 года, проживают 292 человека. Плотность населения составляет 261,4 чел./км².
- Телефонный код города — 507
- Почтовый индекс — 56045
- FIPS-код города — 27-29636[1]
- GNIS-идентификатор — 0645087[2]